# Bălilești (localidad)
Bălilești es una localidad rumana de la comuna homónima de Bălilești, en el condado de Argeș.

## Geografía
La localidad se encuentra en la margen derecha del río Bratia.

## Historia
Hacia finales del siglo XIX, la localidad, perteneciente ya por entonces a la comuna del mismo nombre y capital de esta, tenía contabilizada una población de 349 habitantes. En la segunda mitad del siglo XX seguía formando parte de la misma comuna.